# Schonschy
Schonschy (kasachisch Шонжы, russisch Чунджа Tschundscha, uigurisch چونجا, uigurisch Чонҗа) ist ein Ort im Südosten Kasachstans.

## Geografie
Schonschy befindet sich am Nordhang des Ketmen-Gebirges, einem Teil des Tienschan, etwa 90 Kilometer Luftlinie von der chinesischen Grenze entfernt. Der Ort liegt rund 180 Kilometer südöstlich von Taldyqorghan und etwa 200 Kilometer östlich von Almaty. Südwestlich von Schonschy liegt der Scharyn-Nationalpark. Schonschy liegt im Gebiet Almaty und ist Verwaltungssitz des Audan Uighyr.

## Bevölkerung
Bei der Volkszählung 1999 hatte Schonschy 20.095 Einwohner. Die Volkszählung 2009 ergab für den Ort eine Einwohnerzahl von 18.008. Bei der letzten Volkszählung 2021 lebten 22.055 Menschen in Schonschy. Die Fortschreibung der Bevölkerungszahl ergab zum 1. Januar 2025 eine Einwohnerzahl von 22.124.
| Einwohnerentwicklung               | Einwohnerentwicklung | Einwohnerentwicklung | Einwohnerentwicklung | Einwohnerentwicklung | Einwohnerentwicklung | Einwohnerentwicklung | Einwohnerentwicklung |
| 1959                               | 1970                 | 1979                 | 1989                 | 1999                 | 2009                 | 2021                 |                      |
| ---------------------------------- | -------------------- | -------------------- | -------------------- | -------------------- | -------------------- | -------------------- | -------------------- |
| 3996                               | 9532                 | 12.857               | 17.699               | 20.095               | 18.008               | 22.055               |                      |
| Anmerkung: Volkszählungsergebnisse |                      |                      |                      |                      |                      |                      |                      |

## Verkehr
Schonschy ist an das kasachische Fernstraßennetz angebunden. Durch den Ort führt die A5, die in östlicher Richtung zur chinesischen Grenze führt und dort weiter nach Gulja. Eine regionale Fernstraße verbindet Schonschy zudem mit Scharkent.